# Dessin A’
Élévation de la moitié droite (sud) de la façade occidentale de la cathédrale de Strasbourg
Le dessin A’ est un dessin d’architecture représentant un projet préliminaire de façade pour la cathédrale de Strasbourg. Il y a un consensus relatif pour placer sa réalisation dans le troisième quart du XIIIe siècle, peu de temps après le dessin A, qui lui a probablement servi de modèle. En revanche la date exacte de production ainsi que son auteur restent sujets à débats.

## Description
Le dessin A’ est de taille presque identique à celui du dessin A avec 86 cm de haut et 59 cm de large. Il est en revanche constitué de deux parchemins là où le dessin A n’en utilise qu’un seul. Bien que quelques traits préparatoires à la pointe d’argent soient visibles, l’auteur a tracé la majorité du dessin à l’encre brune sans préparation.
Comme souvent sur les dessins d’architecture, seule la moitié droite de la façade est représentée : cette méthode permet d’économiser le temps et le parchemin, la moitié gauche se déduisant par symétrie. Les volumes généraux sont identiques à ceux du dessin A : la façade comprend trois travées délimitées par des contreforts et deux étages en hauteur, séparés par un triforium. Chaque travée comprend un portail coiffé d’un gâble sur une voussure à quatre rouleaux, le portail central étant plus grand que les latéraux. À l’étage, la travée centrale est occupée par une rose, tandis que la travée latérale est ouverte par une grande baie à quatre lancettes et réseaux de quadrilobes aux extrémités fleurdelisées. Au rez-de-chaussée, les contreforts sont habillées d’arcatures, de gâbles et de pinacles, tandis que la façade est décorée de deux niveaux d’arcatures alternant dans leurs réseaux et écoinçons trilobes et quatrilobes. 
Le degré de finition du dessin A’ est en revanche nettement supérieur à celui du dessin A. L’auteur a ici détaillé avec considérablement plus de précision les ornements : les gâbles contiennent des réseaux complexes et leurs rampants sont ornés de feuillages là où ceux du dessin A n’ont que de simples crochets ; les chapiteaux et une partie de la grande rose sont également détaillés, alors qu’ils sont restés en blanc sur le dessin A.